# Theope speciosa
Theope speciosa är en fjärilsart som beskrevs av Frederick DuCane Godman och Osbert Salvin 1897. Theope speciosa ingår i släktet Theope och familjen Riodinidae. Inga underarter finns listade i Catalogue of Life.